# Herminia digramma
Herminia digramma är en fjärilsart som beskrevs av Louis Beethoven Prout 1928. Herminia digramma ingår i släktet Herminia och familjen nattflyn. Inga underarter finns listade i Catalogue of Life.